# Anolis proboscis
Anolis proboscis är en ödleart som beskrevs av  Peters och ORCES 1956. Anolis proboscis ingår i släktet anolisar, och familjen Polychrotidae. IUCN kategoriserar arten globalt som starkt hotad. Inga underarter finns listade i Catalogue of Life.